# Chrysopetalum
Genre
Chrysopetalum est un genre de vers marins polychètes de l'ordre des Phyllodocida et de la famille des Chrysopetalidae.

## Systématique
Le genre Chrysopetalum a été créé en 1864 par le naturaliste autrichien Ernst Heinrich Ehlers (1835-1925) avec comme espèce type, par monotypie, Chrysopetalum fragile Ehlers, 1864 acceptée sous le taxon Chrysopetalum debile (Grube, 1855),.

## Liste des espèces
Selon World Register of Marine Species (9 décembre 2022) :
- Chrysopetalum debile (Grube, 1855)
- Chrysopetalum elegantoides Aguado, Capa & San Martín, 2003
- Chrysopetalum elongatum (Grube, 1856)
- Chrysopetalum eurypalea Perkins, 1985
- Chrysopetalum floridanum Perkins, 1985
- Chrysopetalum hernancortezae Perkins, 1985
- Chrysopetalum heteropalea Perkins, 1985
- Chrysopetalum maculatum Aguado, Capa & San Martín, 2003
- Chrysopetalum mexicanum Cruz-Gómez, 2021
- Chrysopetalum occidentale Johnson, 1897
- Chrysopetalum paessleri Augener, 1912
- Chrysopetalum remanei Perkins, 1985
- Chrysopetalum tovarae Cruz-Gómez, 2021

Noms en synonymie
- Chrysopetalum caecum Langerhans, 1880 = Dysponetus caecus (Langerhans, 1880)
- Chrysopetalum ehlersi Gravier, 1902 = Chrysopetalum debile (Grube, 1855)
- Chrysopetalum elegans Bush in Verrill, 1900 = Bhawania goodei Webster, 1884
- Chrysopetalum fragile Ehlers, 1864 = Chrysopetalum debile (Grube, 1855)
- Chrysopetalum maculata Aguado, Capa & San Martín, 2003 = Chrysopetalum maculatum Aguado, Capa & San Martín, 2003
- Chrysopetalum riveti Gravier, 1908 = Bhawania riveti (Gravier, 1908)

## Publication originale
- (de) Ernst Ehlers, Die Borstenwürmer (Annelida Chaetopoda) nach systematischen und anatomischen Untersuchungen dargestellt, Leipzig, Wilhem Engelmann, 1864, 840 p. (OCLC 3686483, DOI 10.5962/BHL.TITLE.2081, lire en ligne).